# Estanislau Duran i Reynals
Estanislau Duran i Reynals (Barcelona, 1894 - 1950) fou un advocat i polític català.

## Biografia
Fill de l'escriptor Manuel Duran i Duran i Agnès Reynals i Mallol, era germà de Francesc (científic), Raimon (arquitecte), Manuel (empresari) i Eudald Duran i Reynals (poeta). I net de Estanislau Reynals i Rabassa i Paula Mallol.
Es llicencià en dret a la universitat de Barcelona i el 1915 es va incorporar al Col·legi d'Advocats de Barcelona, on destacà pels seus dictàmens forenses i parlaments jurídics. Alhora es vinculà als cercles literaris de Josep Maria de Sagarra, i publicà una bibliografia lul·liana amb Elies Rogent i Massó. Era soci de l'Ateneu Barcelonès, de la Societat Econòmica Barcelonesa d'Amics del País i dels Amics de les Arts.
Casat amb Victòria Monteys Prat, inicialment milità a la Lliga Regionalista, partit amb el qual fou elegit regidor de l'ajuntament de Barcelona pel Districte IV a les eleccions municipals de 1920. Durant la Dictadura de Primo de Rivera va defensar la postura catalanista del CADCI i fou empresonat per les autoritats.
Durant la Segona República Espanyola va militar a Acció Catalana i fou elegit regidor i tinent d'alcalde de l'ajuntament de Barcelona de 1934 a 1936. En qualitat de vicepresident de l'Ateneu Barcelonès fou detingut durant els fets del sis d'octubre de 1934.
Després de la guerra civil espanyola les autoritats franquistes li van prohibir exercir d'advocat i es va relacionar amb les empreses de Julio Muñoz Ramonet. És enterrat en el Cementiri del Poblenou (Dep. II, arc capella 56).

## Obres
- Les il·lusions d'Angelina (1919)
- Bibliografia de les impressions lul·lianes (amb Elies Rogent i Massó, 1927)